# Leucothyreus cayapo
Leucothyreus cayapo är en skalbaggsart som beskrevs av Ohaus 1931. Leucothyreus cayapo ingår i släktet Leucothyreus och familjen Rutelidae. Inga underarter finns listade i Catalogue of Life.